# Gabbie salariali
Le gabbie salariali sono un sistema di calcolo dei salari che mette in relazione le retribuzioni con determinati parametri quali, ad esempio, il costo della vita in un determinato luogo.
In Italia, il sistema delle gabbie salariali è stato in vigore tra il 1954 e il 1969 (formalmente il 1972).

## Introduzione nel sistema del lavoro in Italia
Le gabbie salariali nascono con un accordo firmato il 6 dicembre 1945 tra industriali e organizzazioni dei lavoratori, per la parametrazione dei salari sulla base del costo della vita nei diversi luoghi. Entrate in vigore nel 1946, all'inizio furono previste solo al nord, e solo in seguito estese a tutto il paese. In origine, la divisione era in quattro zone, ciascuna con un diverso calcolo dei salari.

## Gli sviluppi
Nel 1954 il paese intero viene diviso in 14 zone nelle quali si applicano salari diversi a seconda del costo della vita. Tra la zona in cui il salario era maggiore e quella in cui il salario era minore la distanza poteva essere anche del 29%. Nel 1961 il numero di zone fu dimezzato, si passò da 14 a 7, e la forbice tra i salari passò dal 29% al 20%.

## Abolizione
Il sistema delle gabbie salariali incontrò una progressiva e sempre più forte opposizione di sindacati e lavoratori, che le consideravano discriminatorie e poco eque. Il sistema fu abolito nel 1969 sulla spinta di forti mobilitazioni operaie. L'abolizione fu graduale e fu completata nel 1972.
Il 21 dicembre 1968, l'Intersind, organizzazione che rappresentava nelle trattative sindacali le aziende dei gruppi statali IRI e Efim, accettava l'eliminazione graduale delle gabbie entro il 1971.
Il 12 febbraio 1969 i sindacati confederali CGIL, CISL e UIL organizzarono uno sciopero nazionale per l'abolizione.
Il 18 marzo 1969 i sindacati e Confindustria si accordarono per l'abolizione delle zone salariali e l'unificazione progressiva dei salari.
L'abolizione formale scattò il 1º luglio 1972.